# Kim Yong-Min (taekwondo)
Kim Yong-Min (23 de agosto de 1985) es un deportista surcoreano que compitió en taekwondo. Ganó una medalla de oro en el Campeonato Asiático de Taekwondo de 2008 en la categoría de –62 kg.

## Palmarés internacional
| Campeonato Asiático | Campeonato Asiático | Campeonato Asiático | Campeonato Asiático |
| Año                 | Lugar               | Medalla             | Categoría           |
| ------------------- | ------------------- | ------------------- | ------------------- |
| 2008                | Luoyang (China)     | Medalla de oro      | –62 kg              |